# Dialysis kesseli
Dialysis kesseli är en tvåvingeart som beskrevs av Hardy 1948. Dialysis kesseli ingår i släktet Dialysis och familjen vedflugor.
Artens utbredningsområde är Kalifornien. Inga underarter finns listade i Catalogue of Life.